# Holmesville (Nebraska)
Holmesville es un lugar designado por el censo ubicado en el condado de Gage en el estado estadounidense de Nebraska. En el Censo de 2010 tenía una población de 51 habitantes y una densidad poblacional de 87,52 personas por km².

## Geografía
Holmesville se encuentra ubicado en las coordenadas 40°12′5″N 96°39′32″O / 40.20139, -96.65889. Según la Oficina del Censo de los Estados Unidos, Holmesville tiene una superficie total de 0.58 km², de la cual 0.58 km² corresponden a tierra firme y (0.44%) 0 km² es agua.

## Demografía
Según el censo de 2010, había 51 personas residiendo en Holmesville. La densidad de población era de 87,52 hab./km². De los 51 habitantes, Holmesville estaba compuesto por el 94.12% blancos, el 1.96% eran afroamericanos, el 0% eran amerindios, el 0% eran asiáticos, el 0% eran isleños del Pacífico, el 0% eran de otras razas y el 3.92% pertenecían a dos o más razas. Del total de la población el 0% eran hispanos o latinos de cualquier raza.